# Ling Long
Ling Long (China) é uma matemática chinesa, envolvida em pesquisas sobre formas modulares, superfícies elípticas e dessins d'enfants, bem como teoria dos números de forma geral. É professora de matemática da Universidade do Estado da Luisiana.

## Vida pregressa e formação
Ling Long nasceu na década de 1970 na China. É a filha mais velha de uma família de quatro filhos.
Long estudou matemática, ciência da computação e engenharia na Universidade Tsinghua, graduando-se em 1997. Foi para a Universidade Estadual da Pensilvânia para seus estudos de pós-graduação; em sua tese, Modularity of Elliptic Surfaces, trabalhou com Noriko Yui, professor visitante da Queen's University, então estudante de pós-graduação. Foi orientada por Winnie Li.